# مارگارت همیلتون (دانشمند)
مارگارت همیلتون (به انگلیسی: Margaret Hamilton) (زاده ۱۷ اوت ۱۹۳۶) دانشمند رایانه آمریکایی است.

## زندگی
مارگارت همیلتون در ۱۷ اوت سال ۱۹۳۶ در پائولی واقع در ایالت ایندیانا آمریکا متولد شد و در سال ۱۹۵۴ از دبیرستان هنکاک فارغ‌التحصیل شد. وی مدرک کارشناسی خود را در سال ۱۹۵۸ از دانشگاه میشیگان در رشتهٔ ریاضیات و گرایش فلسفه ریاضیات کسب کرد. در زمان تحصیل به یادگرفتن علم برنامه‌نویسی پرداخت؛ در آن زمان یادگرفتن برنامه‌نویسی تنها از راه تجربی ممکن بود.
مارگارت همیلتون در طول زندگی خود بیشتر از ۱۳۰ مقاله و ۶۰ گزارش (گزارش‌های مربوط به پروژه‌هایش) نوشته‌است.

## فعالیت حرفه‌ای

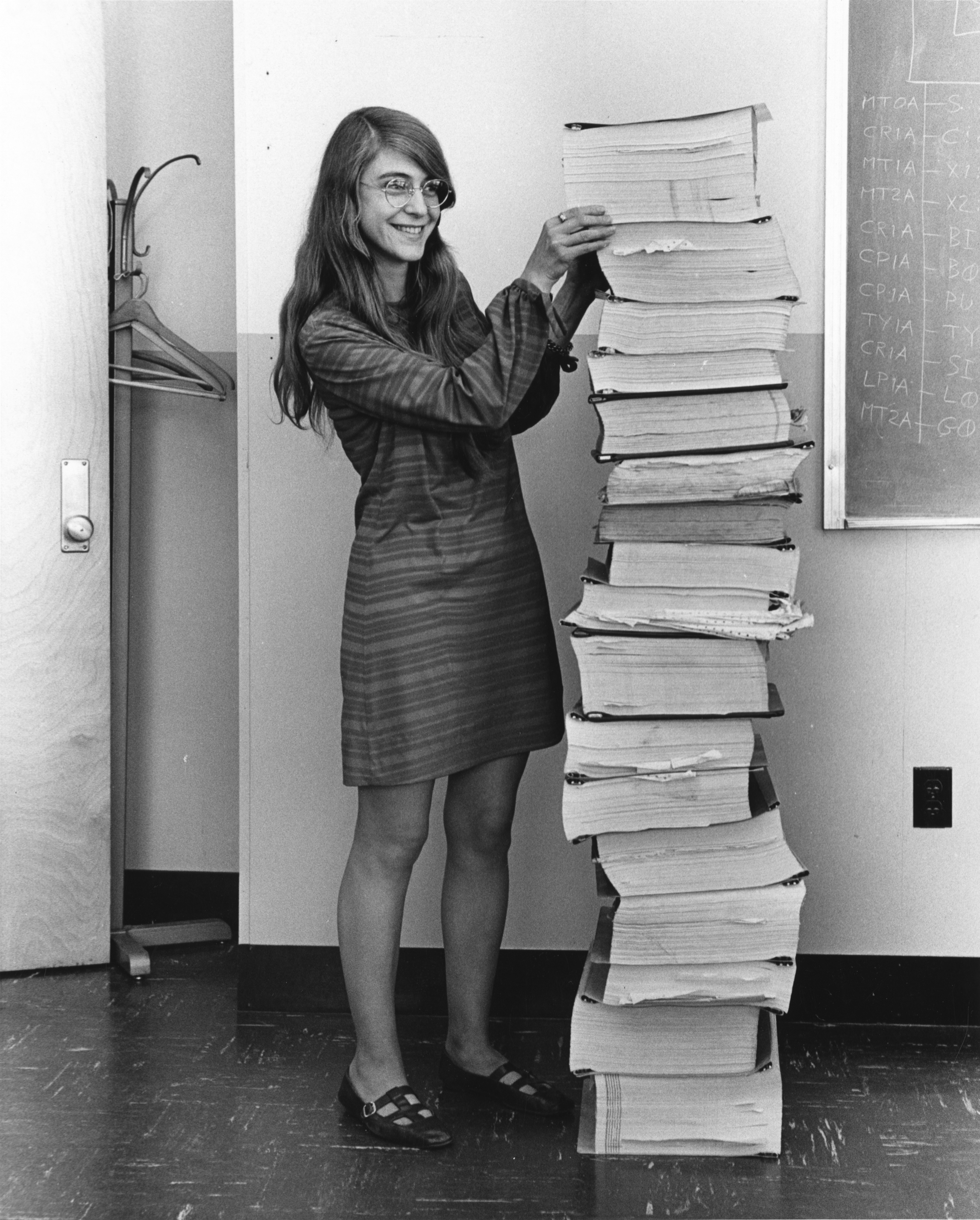
مارگارت همیلتون، ایستاده در کنار محاسبات مربوط به برنامه‌نویسی نرم‌افزار جهت‌یاب فضاپیمای آپولو ۱۱ که وی و تیم تحقیقاتی‌اش در مؤسسه فناوری ماساچوست، آن را در دهه ۱۹۷۰، برای برنامه فضایی آپولو نوشتند. مارگارت همیلتون در سال ۲۰۱۶ میلادی، به دلیل نقش بسیار مهم‌اش در موفقیت برنامه فضایی آپولو، نشان افتخار آزادی رئیس‌جمهوری، که مهم‌ترین جایزه مدنی ایالات متحده آمریکا محسوب می‌گردد را از باراک اوباما، رئیس‌جمهور وقت ایالات متحده آمریکا دریافت کرد.

### پروژهٔ SAGE
از سال ۱۹۶۱ تا ۱۹۶۳ بر روی پروژهٔ SAGE مشغول به کار شد، وی یکی از برنامه‌نویسانی بود که برنامهٔ نرم‌افزاری اولین کامپیوتر AN/FSQ-7 را نوشتند، وظیفهٔ AN/FSQ-7 شناسایی هواپیماهای دشمن (غیردوستانه) بود.
این پروژه توسط مؤسسه فناوری ماساچوست با نام پروژهٔ گردباد شروع شد که در ابتدا قرار بود برای پیش‌بینی آب‌وهوا به‌کار گرفته شود اما پس از مدتی برای کاربردهای نظامی در نیروی دفاع هوایی آمریکا توسعه داده شد.

همیلتون دربارهٔ نقش خود در این برنامهٔ نظامی چنین می‌گوید: 
وقتی شما در یک سازمان مشغول به کار می‌شوید به هر کدام از شما قسمتی از یک برنامهٔ اصلی را برای برنامه‌نویسی می‌دهند این قسمت‌ها به تنهایی توسط هیچ‌کس قابل شناسایی و اجرا نخواهند بود بنابراین من نمی‌دانستم درحال برنامه‌نویسی چه چیزی هستم، حتی زبان‌های به کار رفته در برنامه‌ای که من مسئول نوشتن آن بودم یونانی و زبان لاتین بود.

### ناسا
مارگارت بعد از پروژهٔ SAGE به آزمایشگاه چارلز استارک در مؤسسه فناوری ماساچوست، که در آن زمان در مأموریت فضایی آپولو مشغول به کار بودند، پیوست؛ و در نهایت مدیر و سرپرست برنامه‌نویسی نرم‌افزار برای آپولو ۱۱ و اسکای‌لب شد.
تیم همیلتون در ناسا برنامه‌نویسی نرم‌افزاری آپولو ۱۱، برای حرکت و فرود روی ماه و سپس برنامه‌نویسی ایستگاه فضایی اسکای لب را انجام دادند.

همیلتون در طول مدتی که در ناسا مشغول به کار بود در حوزه‌های بسیاری کسب تجربه کرد، حوزه‌هایی مثل :طراحی سیستم و توسعه نرم‌افزار،
مدل‌سازی داده، الگوی توسعه، به حداقل رساندن خطای نرم‌افزاری، تجزیه و تحلیل دامنه، تضمین کیفیت، سیستم‌های رابط انسان و ماشین، سیستم‌عامل
در نهایت تمامی تلاش‌های همیلتون و تیمش به سرانجام رسید و آپولو ۱۱ در ۲۰ ژوئیه ۱۹۶۹، ساعت ۲۰:۱۸ جهانی بر کرهٔ ماه فرود آمد.

## جوایز
- ۱۹۸۶ جایزهٔ آگوستا اِیدا کینگ از طرف انجمن زنان کامپیوتر[۱]
- ۲۰۰۳ جایزه استثنایی ناسا به همراه ۳۷۲۰۰ دلار پول نقد (این بیشترین مقدار پولی است که ناسا تاکنون به عنوان جایزه به فردی اهدا کرده‌است)[۵][۶]
- ۲۰۰۹ جایزه فارغ التحصیلان برجسته از طرف کالج ارلهم[۱]۲
- ۲۰۱۶ دریافت نشان افتخار آزادی رئیس‌جمهوری از دست باراک اوباما رئیس‌جمهور وقت آمریکا